# الدغلة
الدغلة هي قرية لبنانية من قرى قضاء عكار في محافظة الشمال. تقع في تجمع للقرى يسمى الدريب الأوسط.